# Пожарбоси
Пожарбо́си (чув. Пушарпуҫ) — деревня в Канашском районе Чувашии (Россия), входит в состав Кошноруйского сельского поселения.

## География
Расстояние от деревни до Чебоксар — 66 км, до райцентра — 30 км, до ближайшей железнодорожной станции — 17 км.

## История
Деревня появилась в XIX веке как околоток деревни Яшкильдино. 

Жители — до 1866 года — государственные крестьяне. Были заняты земледелием, животноводством, овчинно-скорняжным промыслом. Работала школа 1-й ступени (с 1919).

В советское время в 1931 году крестьяне объединились в колхоз «Борец».

По состоянию на 1 мая 1981 года Пожарпоси — в составе совхоза «Сормовский»:88.  
Административно-территориальная принадлежность
С XIX века до 1 октября 1927 года деревня входила в состав Шибылгинской волости Цивильского уезда. Затем, после нового административного деления в 1927—1935 годы, — в Канашском районе, в 1935—1944 годах — Шихазанском районе, в 1944—1959 годах — Чурачикском районе. С 14 июля 1959 года — в Канашском районе:221.

Сельский совет: с 1 октября 1927 года — Шоркасинский:221. 
Прежние названия
Пожир-бось (1859), Помар боси (1897), Пожар-бось (1907).

## Население
| 2010 | 2012 |
| ---- | ---- |
| 86   | →86  |

В 1859 году в околотке Пожир-бось (при озере Комламанпось) деревни Яшкильдина насчитывалось 24 двора, 55 мужчин, 60 женщин, казённых крестьян.
Согласно переписи населения 1897 года в деревне Помар боси Шыбылгинской волости Цивильского уезда проживали 195 человек, чуваши.
В 1907 году население деревни составляли 203 человека, чуваши.
По данным Всероссийской переписи населения 2002 года в деревне проживали 82 человека, чуваши.

## Уроженцы
Петрова Светлана Семёновна (р. 1952, Пожарбоси, Канашский район) — учительница. Заслуженный учитель Чувашской Республики (1998), заслуженный учитель Российской Федерации (2011). Лауреат премии Президента Российской Федерации (2006).